# Anders Blomstrand
Anders Blomstrand, född 19 december 1822 i Växjö, död 17 oktober 1887 i Lund, var en svensk missionär.
Blomstrand var son till lektorn Johan Blomstrand och hans hustru Severina Rodhe. Han blev student vid Lunds universitet 1840, promoverades till filosofie magister 1844 och blev 1846 docent i kyrkohistoria. Han förestod därefter under flera terminer professuren i symbolik och kyrkohistoria. År 1849 antog han prästerlig ordination och utnämndes tre år därefter till predikant vid Lunds lasarett. Blomstrand ingick därefter 1855 vid Leipzigmissionssällskapet och avreste i svenska missionens tjänst 1857 till Indien. Här utvecklade Blomstrand en oavbruten författarverksamhet och utgav en mängd religiösa skrifter på tamil. Blomstrand återvände till Sverige 1885. Han är begravd på Östra kyrkogården i Lund.